# Apodemus uralensis
Il topo selvatico pigmeo (Apodemus uralensis  Pallas, 1811) è un roditore della famiglia dei Muridi diffuso in Europa e Asia centrale.

## Descrizione

### Dimensioni
Roditore di piccole dimensioni, con la lunghezza della testa e del corpo tra 70 e 105 mm, la lunghezza della coda tra 65 e 110 mm, la lunghezza del piede tra 17 e 22 mm, la lunghezza delle orecchie tra 12,0 e 15 mm e un peso fino a 28 g.

### Aspetto
Le parti superiori variano dal color sabbia al bruno-rossiccio pallido, mentre le parti ventrali sono bianche, con la base dei peli grigia. La linea di demarcazione lungo i fianchi è netta. Le orecchie sono dello stesso colore del dorso. Le zampe sono bianche. La coda è più corta della testa e del corpo, è marrone sopra e bianca sotto. Il cariotipo è 2n=48 FN=46.

## Biologia

### Comportamento
È una specie terricola.

## Distribuzione e habitat
Questa specie è diffusa dall'Europa centrale ed orientale attraverso la Russia, fino alla Cina nord-occidentale.
Vive in ambienti aperti adiacenti a foreste e boschi. Si trova spesso lungo i corsi d'acqua. In Europa è presente in campi agricoli, prati secchi e boschi umidi fino a 1.400 metri di altitudine.

## Tassonomia
Sono state riconosciute 7 sottospecie:
- A.u.uralensis: Russia dagli Urali fino alla regione di Novosibirsk ad est; Kazakistan settentrionale;
- A.u.cimrmani (Vohralik, 2002): Repubblica Ceca nord-occidentale;
- A.u.ciscaucasicus (Ognev, 1924): Russia caucasica, Georgia, Armenia, Azerbaigian, Iran nord-occidentale, Turchia settentrionale;
- A.u.microps (Ktratochvil & Rosicky, 1952): Germania, Repubblica Ceca e Austria orientali; Ungheria; Serbia e Bulgaria settentrionali; Lettonia, Lituania nord-occidentale, Estonia orientale;
- A.u.mosquensis (Ognev, 1913): Moldavia, Ucraina, Bielorussia orientale, Russia europea;
- A.u.nankiangensis (Wang, 1964): Provincia cinese dello Xinjiang nord-occidentale;
- A.u.tokmak (Severtzov, 1873): Afghanistan nord-orientale, Tagikistan orientale, Turkmenistan, Kazakistan sud-orientale e nord-orientale.

## Conservazione
La IUCN Red List, considerato che questa specie è comune, ampiamente diffusa e priva di serie minacce, classifica A.uralensis come specie a rischio minimo (Least Concern).